# Алекс Шибицький
Алекс Шибицький (англ. Alex Shibicky, 19 травня 1914, Вінніпег — 9 липня 2005, Суррей) — канадський хокеїст, що грав на позиції крайнього нападника.

## Ігрова кар'єра
Професійну хокейну кар'єру розпочав 1935 року.
Усю професійну клубну ігрову кар'єру, що тривала 12 років, провів, захищаючи кольори команди «Нью-Йорк Рейнджерс».

## Військова кар'єра
Під час Другої світової війни три роки служив у Збройних силах Канади.

## Нагороди та досягнення
- Володар Кубка Стенлі в складі «Нью-Йорк Рейнджерс» — 1940.

## Статистика НХЛ
| Сезон        | Клуб                 | Ліга         | Регулярний сезон | Регулярний сезон | Регулярний сезон | Регулярний сезон | Регулярний сезон | Плей-оф | Плей-оф | Плей-оф | Плей-оф | Плей-оф |
| Сезон        | Клуб                 | Ліга         | І                | Г                | П                | О                | ШХ               | І       | Г       | П       | О       | ШХ      |
| ------------ | -------------------- | ------------ | ---------------- | ---------------- | ---------------- | ---------------- | ---------------- | ------- | ------- | ------- | ------- | ------- |
| 1935—1936    | «Нью-Йорк Рейнджерс» | НХЛ          | 18               | 4                | 2                | 6                | 6                |         |         |         |         |         |
| 1936—1937    | «Нью-Йорк Рейнджерс» | НХЛ          | 47               | 14               | 8                | 22               | 30               | 9       | 1       | 4       | 5       | 0       |
| 1937—1938    | «Нью-Йорк Рейнджерс» | НХЛ          | 48               | 17               | 18               | 35               | 26               | 3       | 2       | 0       | 2       | 2       |
| 1938—1939    | «Нью-Йорк Рейнджерс» | НХЛ          | 48               | 24               | 9                | 33               | 24               | 7       | 3       | 1       | 4       | 2       |
| 1939—1940    | «Нью-Йорк Рейнджерс» | НХЛ          | 44               | 11               | 21               | 32               | 33               | 11      | 2       | 5       | 7       | 4       |
| 1940—1941    | «Нью-Йорк Рейнджерс» | НХЛ          | 41               | 10               | 14               | 24               | 14               | 3       | 1       | 0       | 1       | 2       |
| 1941—1942    | «Нью-Йорк Рейнджерс» | НХЛ          | 45               | 20               | 14               | 34               | 16               | 6       | 3       | 2       | 5       | 2       |
| 1945—1946    | «Нью-Йорк Рейнджерс» | НХЛ          | 33               | 10               | 5                | 15               | 12               |         |         |         |         |         |
| Усього в НХЛ | Усього в НХЛ         | Усього в НХЛ | 324              | 110              | 91               | 201              | 161              | 39      | 12      | 12      | 24      | 12      |